# Chorherrenstift auf dem Ölberg bei Jerusalem
Das Chorherrenstift auf dem Ölberg bei Jerusalem war eine wohl kurz nach 1099 eingerichtete Gemeinschaft (Kapitel) von zunächst Säkularklerikern, ab etwa 1130 nach der Augustinerregel lebenden Chorherren bei der Himmelfahrtskirche auf dem Ölberg bei Jerusalem zur Zeit des Lateinischen Königreichs Jerusalem. Das Chorherrenstift auf dem Ölberg bei Jerusalem war eines von vier lateinischen Stiften (die drei anderen Stifte: Chorherrenstift am Heiligen Grab, Chorherrenstift am Templum Domini und Chorherrenstift auf dem Berg Sion), die die Kreuzfahrer nach der Eroberung Jerusalems 1099 in und um Jerusalem eingerichtet hatten. Dem Chorherrenstift auf dem Ölberg stand zunächst ein Prior vor, ab 1172 ein Abt. Nach der Eroberung von Jerusalem 1187 durch Saladin floh das Kapitel nach Akkon. 1265 ist letztmals ein allerdings nicht namentlich genannter Abt vom Ölberg in einer Urkunde bezeugt.

## Lage

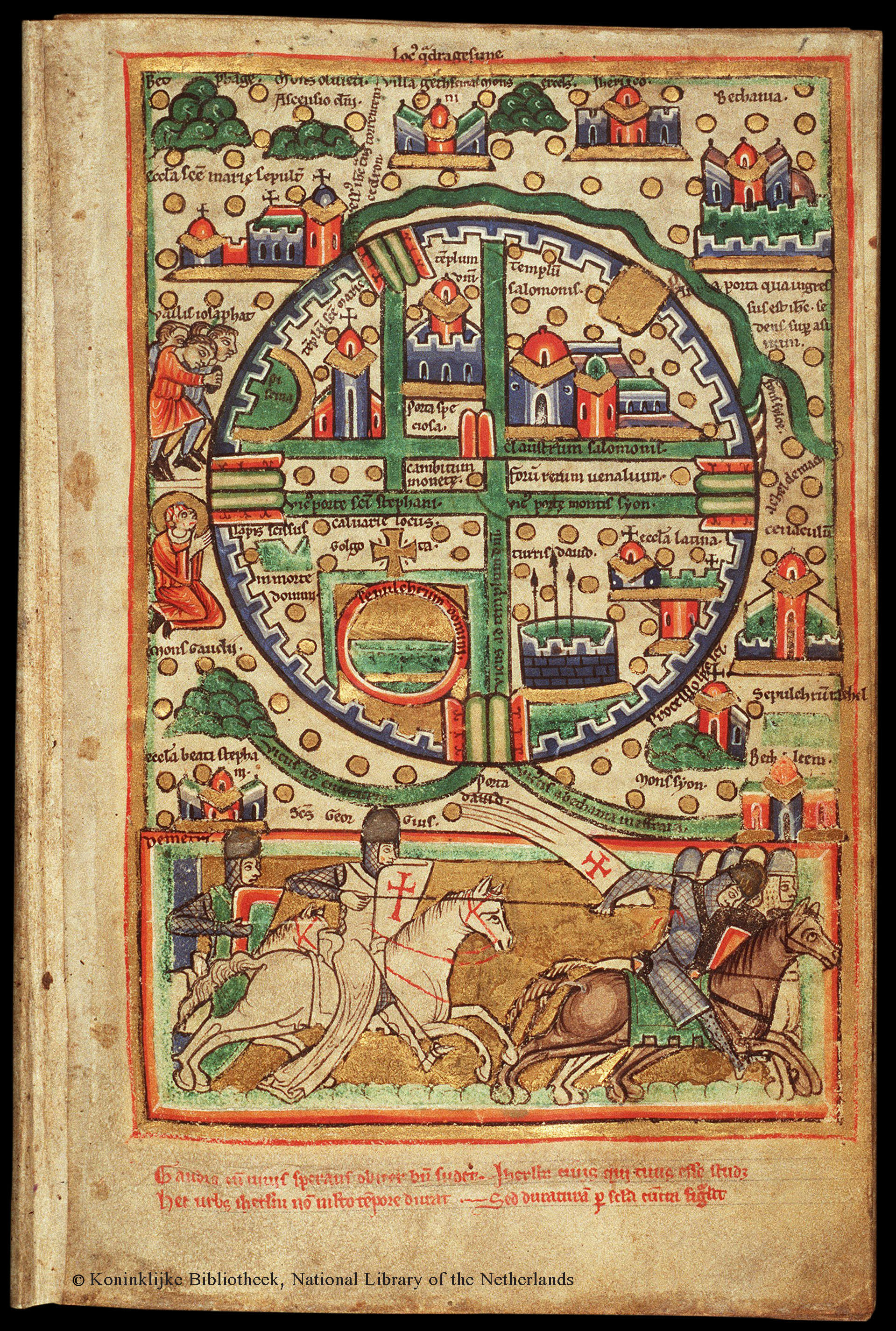
Plan Jerusalems vor 1187

Nahe der großen Himmelfahrtskirche auf dem Ölberg östlich der Altstadt von Jerusalem wohnten klösterlich Männer und Frauen … Ein Abt und Chorherren nach der Regel des h. Augustinus dienten in der Kirche dem Herrn. Das Areal ist heute bebaut, sodass die exakte Lage der Gebäude des Stifts nicht bekannt ist. Sie lagen jedoch sicher unmittelbar bei der Himmelfahrtskirche.

## Geschichte
Der höchste Punkt des dreigipfligen Ölberges östlich der Altstadt von Jerusalem wurde schon früh als der Ort identifiziert, an dem Jesus in den Himmel auffuhr. Schon 392 stand hier eine Kirche, die hauptsächlich durch die Fundierung einer römischen Edelfrau Poemenia/Melania d. Ä., entstanden war. Über diese Kirche ist wenig bekannt. Man kann jedoch davon ausgehen, dass der Fußboden ungepflastert war, um wie bei den späteren Kirchen die Fußabdrücke von Jesus, bevor er in den Himmel auffuhr, sichtbar zu lassen. Melania die Jüngere ließ 438 nahe dieser Kirche eine Kapelle errichten, die dem hl. Stephanus und den 40 Märtyrern geweiht war. Die klösterlichen Siedlungen auf dem Ölberg wurden beim Einfall des Perserkönigs Chosrau II. 614 zerstört und die Nonnen und Mönche getötet. Bis zur Eroberung des Heiligen Landes durch die Araber 638 war aber die Kirche wieder hergestellt. Die Kirche scheint weitgehend unzerstört geblieben zu sein. Sie wird um 700 als Rundkirche beschrieben, die in der Mitte der Kuppel eine größere Öffnung hatte. Diese Kirche war noch zur Zeit der Kreuzfahrer intakt. Am 8. Juli 1099, noch während der Belagerung Jerusalems hielt Arnulf von Choques eine Predigt in der Himmelfahrtskirche. In der Kreuzfahrerzeit wurde auf der runden Plattform der byzantinischen Kirche ein achteckiger Zentralbau mit einer Ostapsis errichtet. Im Innern befand sich über der Stelle mit den Fußabdrücken Christi ein kleiner achteckiger Zentralbau. Dieser wohl mehrfach wieder aufgebaute Zentralbau ist heute noch erhalten, während vom größeren Zentralbau nur noch Mauerreste vorhanden sind.

### Gründung des Chorherrenstifts auf dem Ölberg
Den ersten Hinweis auf ein Chorherrenstift bei der Himmelfahrtskirche auf dem Ölberg nach der Etablierung des Lateinischen Königreichs stammt von 1112. Darin wird ein Fulcherus montis Oliveti prior in einer Urkunde von König Balduin I. als Zeuge genannt. Ob er allerdings mit dem Kaplan des Königs Balduin I. Fulcher von Chartres identisch ist, ist nicht erwiesen. Da es sich bei den Chorherren vom Ölberg zunächst um Säkulargeistliche handelte, wäre eine Doppeltätigkeit als Chorherr am Stift auf dem Ölberg und als Kaplan des Königs nicht grundsätzlich ausgeschlossen. Um 1115 wurde jedenfalls Fulcher von Chartres Chorherr am Stift zum Heiligen Grab. Dieses Stift, ebenfalls zunächst ein Stift von Säkularklerikern, war aber 1114 schon reformiert worden. Die Chorherren wurden zu einem gemeinsamen klösterlichen Leben nach der Regel des heiligen Augustinus verpflichtet; die Klostergebäude befanden sich in unmittelbarer Nähe, etwas östlich der Grabeskirche. Fulcher von Chartres schied daher vom Amt als Kaplan des Königs aus.
Pilgerberichte aus der Zeit unmittelbar nach der Eroberung Jerusalems erwähnen nur die Kirche, kein Kloster oder einen Konvent. Es ist also nicht ganz sicher, wann genau das Chorherrenstift am Ölberg eingerichtet wurde. Sicher existierte das Stift 1112 mit der Nennung des Priors Fulcher. Um 1130 nahmen auch die Chorherren vom Ölberg die Augustinerregel an. Wahrscheinlich wurden (Kloster-)Gebäude erst nach der Regulierung der Chorherren errichtet. Wo genau sie lagen, ist aufgrund der späteren Bebauung des Ölbergs nicht bekannt.
Das Chorherrenstift auf dem Ölberg war eingebunden in die religiösen Feierlichkeiten der Stadt Jerusalem in der Zeit des Lateinischen Königreichs Jerusalem. Am Palmsonntag begleitete der Prior des Ölbergstifts den Patriarchen von Jerusalem, den Prior des Stifts auf dem Berg Sion und den Abt des Klosters S. Maria im Tal Josephat auf der Palmprozession von Jerusalem bis nach Bethanien. Am Himmelfahrtstag führte der Patriarch von Jerusalem, nach einer Versammlung des Kapitels in der Heiliggrabkirche, eine Prozession zur Paternosterkirche am Ölberg an, die schließlich zur Himmelfahrtskirche auf dem Ölberg führte. Die Prozession ging dann zuerst um die Kirche herum und erst dann in die Kirche. Der Patriarch oder, wenn er nicht anwesend war, ein Bischof oder der Prior des Heiliggrabstiftes hielten dann eine Predigt und anschließend eine Messe.
1152 wurde das Stift durch plündernde Muslime überfallen, die kurzzeitig auch den Ölberg besetzten. Anscheinend wurde daraufhin die Kirche befestigt, wie spätere Pilgerberichte nahelegen. Die vier Chorherrenstifte in und um Jerusalem hielten untereinander eine enge Verbindung. So nahmen die Chorherren jeweils an den Begräbnisfeiern von Mitgliedern der anderen Stifte teil. Aber es gab auch Konflikte mit den anderen Stiften und Klöstern.
Zuerst konnten sich 1141/43 Heinrich, Prior des Ölbergstiftes, und Abt Guido vom Kloster S. Maria im Tal Josaphat nach einem Disput um ein Stück Land nahe der Himmelfahrtskirche noch einigen. Schwerwiegender war allerdings ein Zwischenfall am Himmelfahrtstag 1156 mit den Chorherren vom Heiligen Grab.
Der damalige Patriarch von Jerusalem Fulcher (von Chartres) war auf einer Romreise, und die alljährliche Prozession zum Ölberg wurde anstatt vom Patriarchen „nur“ vom Prior des Heiliggrabstifts angeführt. Bei der Himmelfahrtskirche auf dem Ölberg angekommen, verweigerten ihnen der Prior des Ölbergstiftes Aimericus und seine Chorherren den Zutritt zur Kirche, da der Patriarch nicht zugegen sei und der Prior kein Recht hätte in der Kirche zu predigen. Nach der Rückkehr Fulchers rief dieser eine Versammlung von Klerikern und Laien ein, die über den Vorfall berieten. Sie gaben dem Heiliggrabstift recht, der Prior durfte in der Himmelfahrtskirche in Abwesenheit des Patriarchen predigen. Die sechs namentlich aufgeführten Chorherren des Ölbergstiftes Guido, Bonicius, Johannes Berruier, Durandus, Odo und Zacharias mussten zusammen mit ihrem Prior Aimericus zur Buße barfüßig zum Heiligen Grab pilgern. Diese Entscheidung, dass in Abwesenheit des Patriarchen auch der Prior in der Himmelfahrtskirche predigen durfte, ließen sich die Chorherren vom Heiligen Grab sogar vom Papst bestätigen.
Nach dem Bericht des deutschen Pilgers Theodericus wurde das Stift 1172 von einem namentlich nicht genannten Abt geleitet. Bis 1169 wurde das Stift lediglich von einem Prior geführt. Aus welchem Grund und wann genau der Prior des Ölbergstiftes nun die Abtwürde erhielt, ist nicht bekannt. Der Abt des Ölbergstiftes hatte danach den Status eines Suffraganbischofs des Patriarchen von Jerusalem und hatte das Recht Mitra, Ring und Pektoralkreuz zu tragen.
1179 übertrug Papst Alexander III. die Besitzungen des Ölbergstiftes in Sizilien, Kalabrien und Apulien an das Stift vom Berg Sion.
Nach der Eroberung Jerusalems durch Saladin 1187 mussten die Chorherren ihr Kloster auf dem Ölberg verlassen. Das Kloster auf dem Ölberg wird in einem Bericht über die von Saladin eroberten Städte und Festungen als abbatia et castellum aufgeführt. Man kann daraus schließen, dass das Kloster wohl von einer starken Mauer umgeben war.
1191 hatten sich Abt und Kapitel in Akkon niedergelassen. Allerdings gibt es keinen Hinweis, dass es nach 1187 tatsächlich noch ein Kapitel gab. 1211/12 war die Himmelfahrtskirche auf dem Ölberg in eine Moschee umgewandelt worden. Möglicherweise konnten die Chorherren, falls sich das Kapitel nicht aufgelöst hatte, 1228/29 kurzzeitig nach Jerusalem zurückkehren, als Kaiser Friedrich II. Jerusalem durch Vertrag wieder in Besitz nehmen konnte. Nach einer nicht sicher zu datierenden Urkunde von 1230 bis 1233 oder 1237–1239 ernannte der Patriarch Geraldus von Jerusalem den namentlich nicht genannten Abt des Ölbergs und den ebenfalls namentlich nicht genannten Dekan von Jaffa zu seinen Gesandten. Es ist aber eher unwahrscheinlich, dass sich die Chorherren vom Ölberg wieder in ihrem Kloster ansiedeln konnten, da dieses außerhalb des Gebietes lag, das den Christen abgetreten worden war. Außerdem waren die früheren Besitzungen inzwischen anderweitig vergeben und für die Abtei verloren. Die Moschee war anscheinend wieder in eine Kirche umgewandelt, die in verschiedenen Pilgerberichten aus dem 13. Jahrhundert erwähnt wird.
1265 ist letztmals der namentlich nicht genannte (Titular-)Abt des ehemaligen Klosters auf dem Ölberg in einer Urkunde erwähnt. Danach scheint auch der Titel nicht mehr vergeben worden zu sein.

## Besitzungen
Das sicher einmal vorhandene Urkundenarchiv vom Chorherrenstift auf dem Ölberg ist verloren. Auch hat sich kein Kopialbuch dieser Urkunden erhalten, wie es z. B. vom Chorherrenstift zum Heiligen Grab bekannt ist. Es fehlen auch Besitzbestätigungen durch die Päpste. Daher lassen sich die Besitzungen fast nicht mehr rekonstruieren. Sie waren aber in keinem Fall so zahlreich wie bei den drei anderen Stiften in und um Jerusalem zur Zeit der Kreuzfahrer.
1148 erhielten Prior und Chorherren vom Ölberg das Casale Caffra (Kafar Anan oder Kefrah) von Guillelmus, Herr von Tiberias zum Geschenk.

## Priore/Äbte
Dem Stift der Chorherren auf dem Ölberg stand zunächst ein Prior vor, ab 1172 führte der Vorsteher des Stifts den Abtstitel.
- 1112 Fulcherius, Prior[12]
- 1120 Laurentius, Prior[13][14]
- 1130 bis 1145 Henricus, 1130,[15] 1135[16] 1136[17] 1137[18] 1142/45[3] 1144[19]
- 1155 bis 1168 Aimericus/Haimericus[20] 1155[21] 1156[22] 1160[23][24][25]
- 1169 Bernardus, Prior[26]
- 1172 NN., Abt[4]
- 1190 (†) NN., starb während der Belagerung von Akkon
- 1198 NN. Abt[27]
- 1204 Gervasius, Abt[28]
- 1206 NN Abt[29]
- 1220/21 D., Abt (Urkunde ist in Akkon ausgestellt)[30] 1221[31]
- 1226 NN, Abt[32]
- 1230/33 oder 1237/39 NN, Abt[10]
- 1244 B., abbas Montis Oliveti (Urkunde ist in Akkon ausgestellt)[33]
- 1259, 1260 NN Abt[34][35]
- 1265 NN Abt[36]

## Klöster und Orden ähnlichen Namens
Schon im 9. Jahrhundert entstand bei Carcassonne ein Benediktinerkloster, das den Namen Mons Olivi erhielt. Daraus entstand der heutige Ort Montolieu. Auch das Kloster Oelenberg bei Reiningen im Sundgau entstand unabhängig vom Kapitel der Chorherren vom Ölberg schon im 11. Jahrhundert. Es war ursprünglich ebenfalls ein Stift regulierter Augustinerchorherren, heute ein Trappistenkloster.
Die Olivetaner sind eine Neugründung des 13. Jahrhunderts. Die Kongregation ist ein Zweigorden der großen Benediktinischen Konföderation.